# ارين موردوك
ارين موردوك (12 يناير 1944 في نيوزيلندا - 17 نوفمبر 2014) (بالإنجليزية: Warren Murdock)‏ هو لاعب كريكت نيوزلندي. لعب مع Central Districts cricket team ‏.

## وصلات خارجية
- ارين موردوك على موقع إي آس بي آن كريك إنفو (الإنجليزية)